# Levenhookia preissii
Levenhookia preissii là một loài thực vật có hoa trong họ Stylidiaceae. Loài này được (Sond.) F. Muell. mô tả khoa học đầu tiên năm 1864.